# 川本浩次
川本 浩次（かわもと こうじ、1951年9月26日 - ）は、京都府出身の元プロ野球選手（外野手）。

## 来歴・人物
平安高では外野手、控え投手として活躍し、2年生時から春夏4回連続で甲子園に出場している。1年上の池田信夫、石山一秀のバッテリーを擁し、右翼手として1968年春の選抜に出場。準々決勝で大宮工の吉沢敏雄に抑えられ敗退。同年夏の選手権では、1回戦でまたも大宮工と対戦、9回表に逆転され敗れる。
3年生時には三番打者、中堅手に回る。春の選抜では、2回戦（初戦）で同大会で優勝した三重高のエース上西博昭を崩せず敗退、この大会では選手宣誓を務めた（京都の高校で初）。同年夏の京滋大会決勝では、比叡山高のエース間柴茂有の好投に苦しめられるが、延長11回の末に辛勝、夏の選手権への出場を決める。しかし大会では太田幸司、八重沢憲一がいた三沢高校に準々決勝で敗れた。高校同期にはエースの家村孝次（法大）、四番打者、一塁手の渋谷通がいる。
強肩俊足の外野手として期待され、1969年にドラフト外で阪神タイガースへ入団。しかし一軍での出場はなく、1970年11月の第1回選抜会議（トレード会議）の対象となり、1971年から近鉄バファローズへ移籍。1974年にはシーズン最終戦で一軍初出場を果たし、日本ハムの高橋直樹から初安打を記録するが、その後は出場機会がなく1975年限りで引退した。

## 詳細情報

### 年度別打撃成績
| 年 度 | 球 団 | 試 合 | 打 席 | 打 数 | 得 点 | 安 打 | 二 塁 打 | 三 塁 打 | 本 塁 打 | 塁 打 | 打 点 | 盗 塁 | 盗 塁 死 | 犠 打 | 犠 飛 | 四 球 | 敬 遠 | 死 球 | 三 振 | 併 殺 打 | 打 率 | 出 塁 率 | 長 打 率 | O P S |
| ----- | ----- | ----- | ----- | ----- | ----- | ----- | -------- | -------- | -------- | ----- | ----- | ----- | -------- | ----- | ----- | ----- | ----- | ----- | ----- | -------- | ----- | -------- | -------- | ----- |
| 1974  | 近鉄  | 1     | 2     | 2     | 1     | 1     | 0        | 0        | 0        | 1     | 0     | 0     | 0        | 0     | 0     | 0     | 0     | 0     | 0     | 0        | .500  | .500     | .500     | 1.000 |
| 通算  | 通算  | 1     | 2     | 2     | 1     | 1     | 0        | 0        | 0        | 1     | 0     | 0     | 0        | 0     | 0     | 0     | 0     | 0     | 0     | 0        | .500  | .500     | .500     | 1.000 |

### 背番号
- 43 （1970年）
- 58 （1971年 - 1974年）
- 36 （1975年）